# Hans Tschinkel
Hans Tschinkel (auch: Johann) (* 5. März 1872 in Lichtenbach/Gottschee; † 4. Juli 1925 in Petzer am Rande der Schneekoppe) war ein Gottscheer Germanist.

## Leben
Als Sohn eines Lodenfabrikanten geboren, besuchte Tschinkel das Untergymnasium in Gottschee und das Obergymnasium in Laibach, bevor er Germanistik und Klassische Philologie, insbesondere Sprachwissenschaften, in Graz, Wien und Prag studierte. Während seines Studium wurde er Mitglied der Burschenschaft Carniola Graz. Er hörte Vorlesungen bei seinem Bundesbruder Adolf Hauffen, der ihn bei seinen Forschungen unterstützte. 1895 wurde Tschinkel zum Dr. phil. promoviert und arbeitete nach seinem Studium als Mittelschuldirektor in Prag. Er wurde Regierungsrat.
Tschinkel forschte zur Gottscheer Mundart und zum dortigen Volkstum sowie zum Gottscheer Volkslied.
Er war der Onkel des Walter Tschinkel (1906–1975).

## Veröffentlichungen (Auswahl)
- Die Gymnasialfrage – eine nationale Frage. Prag 1903.
- Grammatik der Gottscheer Mundart. Halle a. S. 1908.
- Der Bedeutungswandel im Deutschen. Wien 1914.
- Gottschee in Krain, eine deutsche Sprachinsel. 1922. (gemeinsam mit Wilhelm Tschinkel)
- Gottscheer Volkslieder mit Bildern und Weisen. Berlin, Leipzig 1930.
- Deutsche Sprachlehre für Mittelschulen. Lehrbuch, diverse Auflagen.
- Wörterbuch der Gottscheer Mundart. Wien 1973–1976 (posthum)

- Gottscheer Volkslieder: Gesamtausgabe, auf Grund der Sammlung Hans Tschinkel und der Vorarbeiten von Erich Seemann mit Unterstützung des Deutschen Volksliedarchivs. Mainz 1969.